# Abreu e Lima

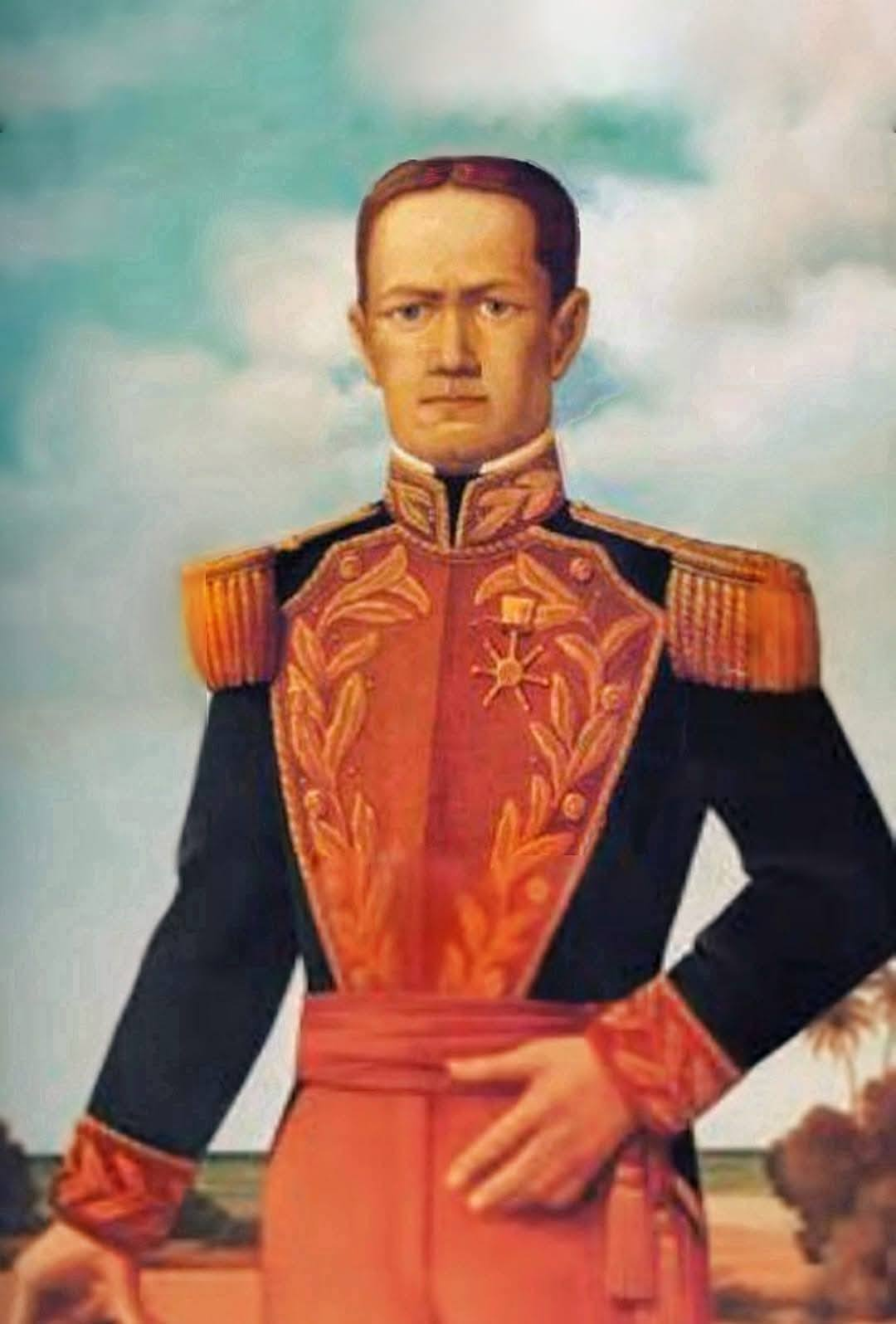
Generalul Abreu e Lima, care a dat numele orașului

Abreu e Lima (aparținând Pernambuco) este un oraș în Brazilia.